# Колесников, Климент Андреевич
Климе́нт Андре́евич Коле́сников (род. 9 июля 2000, Москва) — российский пловец, специализирующийся в плавании на спине и вольным стилем. Серебряный и бронзовый призер Олимпийских игр. Семикратный чемпион мира, четырехкратный серебряный призер и трёхкратный призёр чемпионата мира на короткой воде. Шестикратный чемпион Европы, трехкратный серебряный и бронзовый призер чемпионата Европы. 13-кратный чемпион Европы, трехкратный серебряный призер и бронзовый призер чемпионата Европы на короткой воде. шестикратный чемпион юношеских Олимпийских игр 2018. Рекордсмен мира на дистанции 50 метров на спине. Экс-рекордсмен мира на 100-метровой дистанции на спине.Заслуженный мастер спорта России. Лучший пловец Европы 2018 года.

## Спортивная карьера
Чемпион европейского юношеского Олимпийского фестиваля 2015 года в эстафете 4×100 метров вольным стилем.
В 2016 году на Чемпионат Европы по плаванию среди юниоров 2016 завоевал 4 медали — две золотые в плавании на 50 и 100 метров на спине и две серебряные в комбинированной эстафете 4×100 метров и смешанной комбинированной эстафете 4×100 метров. На дистанциях 50 и 100 метров установил юниорский рекорд мира.
В 2017 году на Чемпионат Европы по плаванию среди юниоров 2017 выиграл 7 медалей — два золота в плавании на спине на 50 и 200 метров, четыре серебра в плавании на 100 метров на спине, комбинированной эстафете 4×100 метров и смешанных эстафетах 4×100 метров вольным стилем и комбинированной, а также бронзу в эстафете 4×100 метров вольным стилем.
На чемпионате мира 2017 года в полуфинале заплыва на 100 метров на спине вместе с китайцем Ли Гуанъюанем показал девятый результат и в «переплыве» выиграл, побив собственный юниорский рекорд мира.
Занял первое место чемпионата Европы 2017 года по плаванию в 25-метровом бассейне в Копенгагене на дистанции 200 м на спине с юниорским рекордом мира, а позже в составе мужской сборной России (Климент Колесников, Владимир Морозов, Сергей Фесиков, Михаил Вековищев) завоевал «золото» в эстафете 4×50 м вольным стилем.
22 декабря 2017 года на турнире «Кубок Владимира Сальникова» в Санкт-Петербурге установил мировой рекорд на дистанции 100 метров на спине на короткой воде — 48,90 сек.
4 августа 2018 года на чемпионате Европы в Глазго установил мировой рекорд на дистанции 50 метров на спине, проплыв её за 24,00 сек.
В мае 2019 года российские спортивные СМИ распространили информацию, что Колесников может завершить карьеру из-за тромбоза вены руки. Однако сам Климент и его тренер Дмитрий Лазарев опровергли эту информацию, заявив, что никаких проблем со здоровьем у пловца нет.
В июле 2019 года завоевал бронзовую медаль чемпионата мира по водным видам спорта на дистанции 50 метров на спине, а также серебряную медаль в эстафете 4×100 метров вольным стилем и бронзовую в комбинированной эстафете 4×100 метров.
В мае 2021 года на чемпионате Европы дважды устанавливал мировые рекорды на дистанции 50 метров на спине − 23,93 секунды в полуфинале и 23,80 в финале. Всего на этом первенстве стал трёхкратным обладателем золотых медалей, одержав победы на дистанциях 50 м на спине и 100 метров вольным стилем, а также став чемпионом в эстафете 4×100 м вольным стилем.
В июле 2021 года на Олимпийских играх в Токио завоевал серебряную медаль на дистанции 100 м на спине, уступив 0,02 с своему соотечественнику Евгению Рылову.
В ноябре 2022 года на чемпионате России на короткой воде установил мировой рекорд на дистанции 50 метров на спине — 22,11 секунды
.
27 июля 2023 года на Кубке России установил мировой рекорд на дистанции 50 метров на спине — 23,55 секунды. 9 января 2024 года Международная федерация плавания официально признала данный рекорд.

## Награды
- Медаль ордена «За заслуги перед Отечеством» I степени (11 августа 2021 года) — за большой вклад в развитие отечественного спорта, высокие спортивные достижения, волю к победе, стойкость и целеустремленность, проявленные на Играх XXXII Олимпиады 2020 года в городе Токио (Япония)[21].
- Заслуженный мастер спорта России (2018)[22].